# ایمپورتین
ایمپورتین (انگلیسی: Importin) نوعی کاریوفرین است که ملکول‌های پروتئینی را، با اتصال به یک توالی شناسایی خاص موسوم به توالی متمرکزکننده هسته‌ای (NLS)، به‌داخل هستهٔ سلول حمل می‌کند.
ایمپورتین دو زیر واحد دارد: ایمپورتین آلفا و ایمپورتین بتا. اعضای خانوادهٔ ایمپورتین-بتا می‌توانند خودشان به‌طور مستقل به ملکول‌های هدف متصل شده و آنها را جابجا کنند یا آنکه این کار را با تشکیل یک کمپلکس هترودایمر با ایمپورتین-آلفا انجام دهند. اگر این کار از طریق کمپلکس یادشده باشد، نقش ایمپورتین-بتا انجام فعل‌وانفعال با منافذ هسته‌ای خواهد بود و ایمپورتین-آلفا هم نقش پروتئینِ رابط (adaptor) را جهت اتصال به توالی متمرکزکننده هسته‌ای ایفا می‌کند. این مجموعه پس از رسیدن به مقصد (هسته) به رن-گوانوزین تری‌فسفات متصل شده و از یکدیگر باز و جدا می‌شوند و ایمپورتین‌های آلفا و بتا مجدداً به سیتوپلاسم بر می‌گردند تا دوباره مورد استفاده قرار گیرند.